# Anicet (prénom)
Pour les articles homonymes, voir Anicet.
Cette page présente le prénom Anicet ainsi que ses variantes.
Anicet est un prénom masculin fêté le 17 avril.

## Étymologie
D'origine grecque, il est issu de l'adjectif « aniketos » et signifie invaincu, invincible.

## Variantes
Il a pour variante masculine Aniceto, donné 3 fois au XXe siècle en France, et pour formes féminines Anicette et Nicette.
On trouve parfois le surnom ou diminutif Anis pour Anicet.

## Occurrence
Près de 1945 personnes ont été prénommées Anicet au XXe siècle en France, parmi lesquelles 123 sont des filles. Le pic au cours de ce siècle a été relevé en 1948 avec 41 personnes ayant reçu ce prénom.
Anicette a été donné 738 fois au XXe siècle en France. Anicée[réf. nécessaire] a été donné 146 fois au XXe siècle en France.

## Personnalité désignée par ce prénom
- Anicet (Ier siècle), affranchi de Néron

## Saints et bienheureux des Églises chrétiennes
- Anicet (mort en 166), 11e pape de 155 à 166 ; célébré le 17 avril[3]
- Anicet Koplin (mort en 1944), avec Joseph Jankowski, bienheureux prêtres et martyrs au camp de concentration d'Auschwitz ; célébrés le 16 octobre[4]

## Personnes portant ce prénom
- Pour l'ensemble des articles sur les personnes portant ce prénom, consulter :
  - la liste des articles dont le titre commence par ce prénom
  - les listes produites par Wikidata : Liste des personnes de prénom « Anicet » — même liste en incluant les éventuels prénoms composés qui contiennent « Anicet ».